# Lista de personagens de Carrossel

Os personagens principais da versão brasileira de Carrossel, da esquerda para a direita: Adriano, Jaime, Alícia, Mário, Daniel, Helena, Laura, Valéria, Jorge, Carmen, Maria Joaquina (cima), Bibi, Cirilo, Davi, Kokimoto, Marcelina e Paulo (baixo).

Esta é uma lista que cita os personagens da telenovela brasileira Carrossel, uma readaptação de Carrusel. Produzida e exibida pelo SBT, entre 21 de maio de 2012 e 26 de julho de 2013. Escrita por Íris Abravanel e dirigida anteriormente por Del Rangel que foi substituído Reynaldo Boury,

## Professores da Escola Mundial

#### Helena Fernandes
- Interpretada por: Rosanne Mulholland

Professora jovem, linda e meiga que leciona ao terceiro ano da Escola Mundial. Para Helena, o ensino caminha lado a lado com o amor. Conquista a confiança e a amizade dos alunos rapidamente. As crianças respondem a ela com entusiasmo, afinal se identificam com a personalidade extrovertida e engraçada da professora. Helena entra na escola e logo confronta os padrões rígidos da diretora Olívia. Não é adepta da filosofia que prega os professores: detentores do saber. Pelo contrário, acredita que as crianças têm muito a lhe ensinar. É moderna e antenada nas novas tendências da educação. Quebra as regras tradicionais e engessadas do ensino, de como as coisas devem ser feitas. Em sala, Helena incentiva seus alunos a pensar, sonhar e imaginar ao invés de só decorarem o conteúdo. Com todos esses atributos, Helena se torna um referencial para seus alunos. É com ela que eles contam em todas as circunstâncias que enfrentam, sejam elas felizes ou tristes. Era interpretada por Gabriela Rivero em Carrusel.

#### Matilde
- Interpretada por: Ilana Kaplan

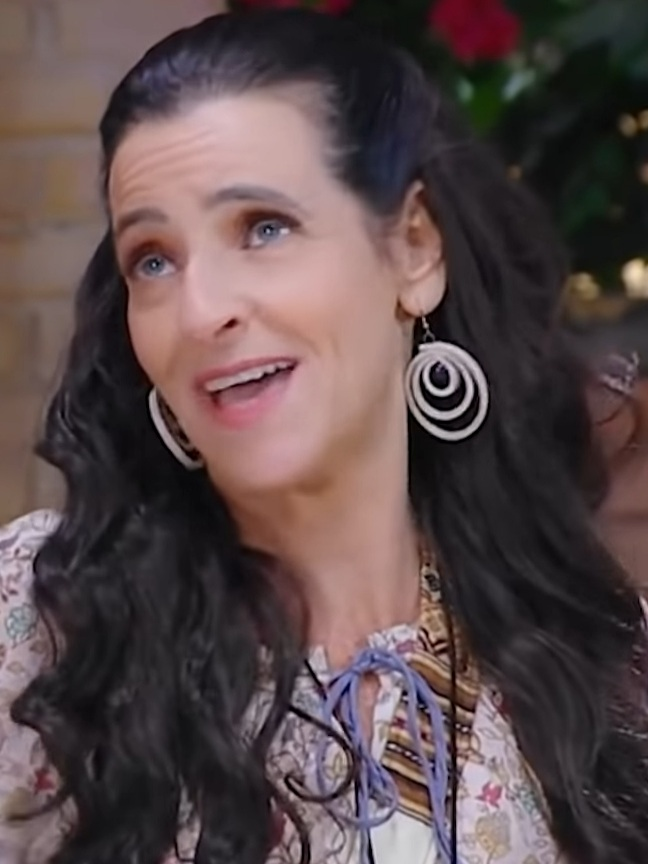
Ilana Kaplan interpretou a Professora Matilde.

É a ex-professora de música dos alunos da Escola Mundial. É adepta dos padrões de ensino tradicionais e age de maneira similar a diretora Olívia. Impõe disciplina aos alunos com ameaças que não pode cumprir, o que a faz perder a credibilidade diante das crianças. O fato de ser exagerada e escandalosa a torna motivo de chacota. É uma das vítimas favoritas das peripécias de Paulo e Mário, que adoram vê-la dando chilique. Firmino sabe bem como acalmar Matilde no meio de um colapso nervoso. O chazinho preparado por ele acalma os ânimos de Matilde em um piscar de olhos. Depois de algum tempo, Matilde deixa a escola, decidida a uma viagem para Índia, onde torna-se budista, passando a ajudar pessoas a perder seu estresse, como a diretora Olívia. Era interpretada por Raquel Pankowsky em Carrusel.

#### Suzana Bustamante
- Interpretada por: Lívia Andrade

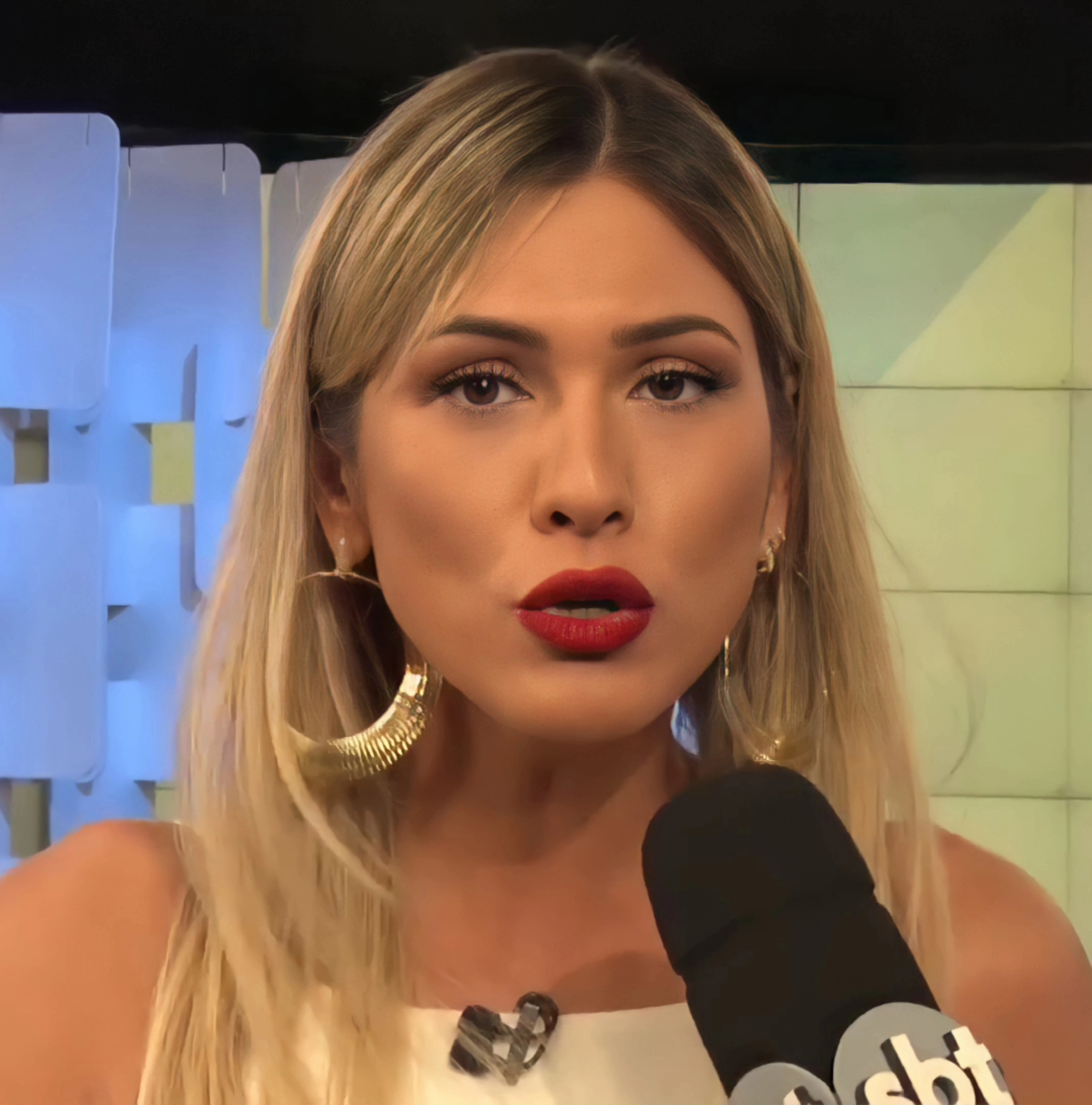
Lívia Andrade interpretou a vilã Suzana.

É a professora do 4º ano, invejosa, malvada, inescrupulosa e rival da professora Helena. Ela surgiu a princípio para substituir Helena no 3º ano enquanto  estava doente, como plano da Diretora Olívia para expulsá-la de uma vez da escola mundial. Consegue enganar muitos dos alunos com o seu jeito forçosamente agradável. Valéria é a única a não aceitá-la do começo ao fim.  Apesar de ser formada em pedagogia, não tem muito jeito com crianças, pouco se importa com seus sentimentos e vontades. Suzana passa a cultivar uma inveja sem limites e a competir com a professora em todos os sentidos, profissional e pessoal, principalmente quando se diz respeito ao amor do professor René. Finge-se de boa amiga, mas por trás, faz de tudo para prejudicar Helena. Era interpretada por Janet Ruiz em Carrusel. Na versão original da história, Suzana não é má, e tem uma ótima relação com Helena, sendo até grandes amigas. Além disso, o par romântico era René e Suzana.

#### René Magalhães
- Interpretado por: Gustavo Wabner

René é o professor de música que substitui Matilde após sua saída da Escola Mundial. Muito charmoso e simpático, ganha rapidamente o respeito e a amizade das crianças. Foi trabalhar na escola ao ser aconselhado por Suzana, e mais tarde se apaixona por Helena no baile de máscaras de Maria Joaquina. No começo, René nunca conseguia falar direito com Helena, porque Suzana sentia ciúmes do casal e tentava, a todo custo, separá-los. Após namorarem, René pede Helena em casamento e ela aceita. Na versão original, não existia de maneira fixa, aparecia apenas de maneira esporádica como novo professor, e nesta versão era o par romântico de Suzana.

#### Professora Glória
- Interpretada por: Tereza Villela Xavier

É a ex-professora de inglês da escola mundial. Ela era considerada por todos uma pessoa bem brava, mas depois as crianças do 3º ano descobrem que existe uma explicação: Glória vive atormentada por um passado difícil. Seu marido morreu em um acidente – o mesmo que deixou o seu filho chamado Tom paraplégico.
Quando todas se tornam amigos de Tom, Glória fica muito feliz, bondosa, e até volta a sorrir. Em pouco tempo, ela vai embora com o filho para a Escola Mundial do interior, mas agradece a todos pelo que fizeram e também diz que vai sentir saudades. Na versão original, Glória era uma professora regular de uma turma superior à de Helena, e tinha uma filha paraplégica chamada Irene ao invés de um filho. Era interpretada por Luisa Huertas na versão original.

#### Professor de Educação Física
É um professor da Escola Mundial sem o nome falado, possui um sotaque mexicano.

## Alunos do 3º ano

#### Maria Joaquina Medsen
- Interpretada por: Larissa Manoela

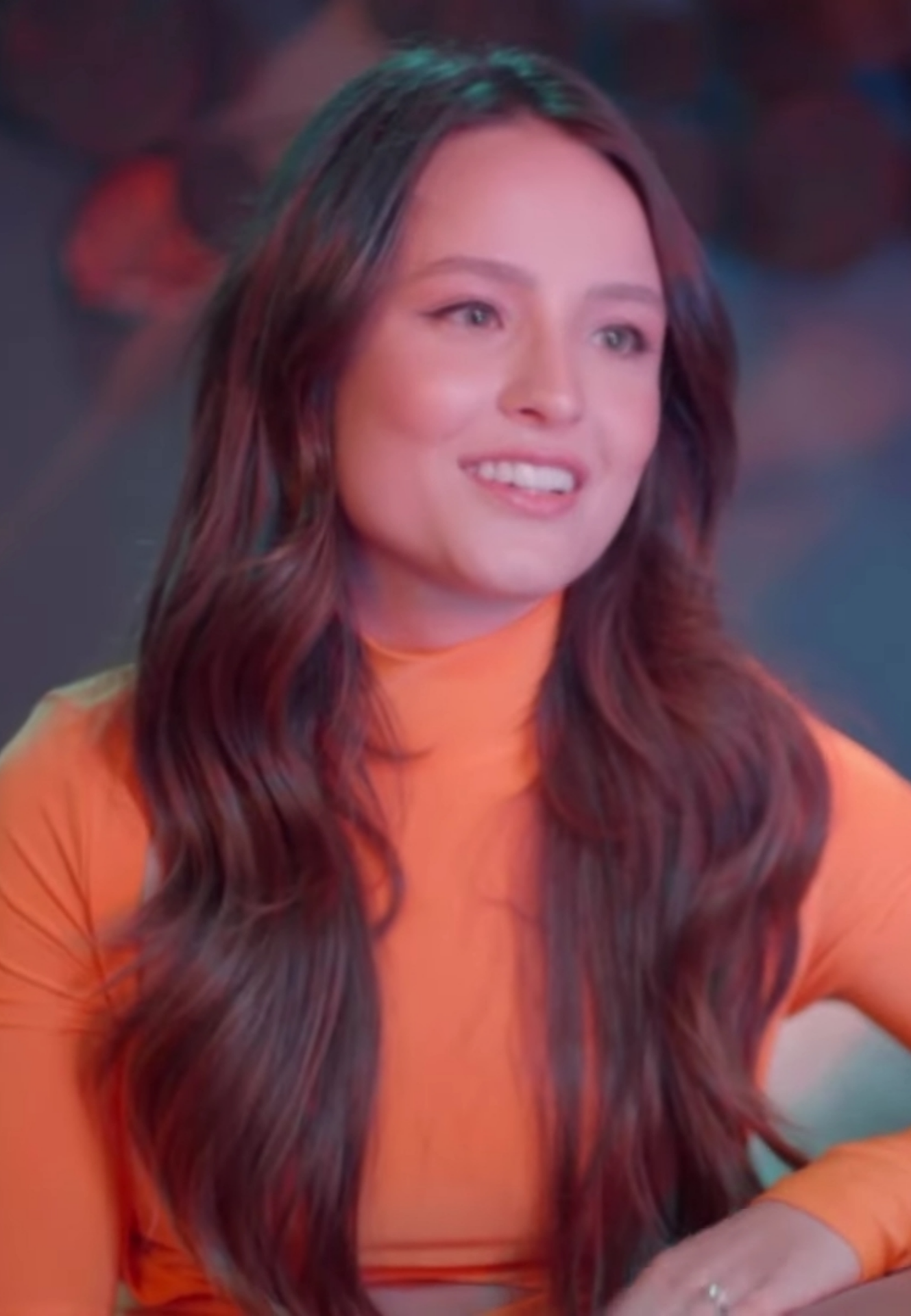
Larissa Manoela interpretou a mimada Maria Joaquina.

Arrogante, pensa que por ser filha de médico, rica e bonita é superior aos seus colegas. Racista e preconceituosa, não mede palavras para ofender seu colega, Cirilo, o qual despreza, também por gostar dela. Com o tempo, sofre isolamento e rejeição geral por parte dos colegas de classe. Com a repreensão dos pais e da professora Helena, Maria Joaquina muda de postura gradativamente. No quesito acadêmico, a professora Helena não tem do que se queixar. Costuma delatar os colegas a fim de prejudicá-los, é orgulhosa e sempre os humilha quando tem oportunidade. Sonha em se tornar médica igual ao pai. Também sonha em ser estilista quando crescer. Ela era apaixonada pelo Daniel, porém mais tarde passou a demonstrar interesse por Jorge. Maria Joaquina nasceu dia 12 de janeiro (a própria novela afirmou isso no capítulo 9 em seu aniversário) e sua melhor amiga é a Bibi. No fim, ela aos poucos passa a demonstrar amizade e respeito por Cirilo. Era interpretada por Ludwika Paleta em Carrusel.

#### Cirilo Rivera
- Interpretado por: Jean Paulo Campos

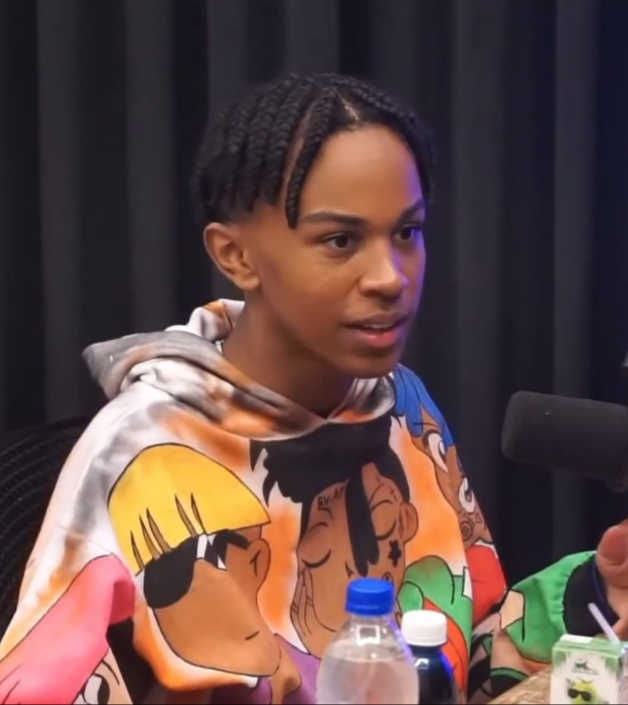
Jean Paulo Campos interpretou o inocente Cirilo.

Ingênuo e inocente, Cirilo costuma cair nas peças que seus colegas lhe pregam. É doce e de boa índole. Está sempre disposto a ajudar os amigos. Não se conforma em ver injustiças, defende os oprimidos com unhas e dentes. Costuma colocar em oração a vida dos amigos em apuros. Por ser negro e de família simples, sofre preconceito por parte de Maria Joaquina, menina pela qual se apaixona, e também de Jorge. Não é excelente academicamente, mas é esforçado. Adora a professora Helena e tenta sempre obedecê-la. Quando diz alguma coisa e é mal interpretado, usa o jargão “mas eu só quis dizer” para se justificar. O melhor amigo de Cirilo é o Jaime, que o defende com sinceridade, inclusive com Valéria em algumas ocasiões. Em casa, Cirilo é um filho exemplar e amável. Respeita a autoridade do pai e da mãe. É compreensivo com a condição difícil dos pais e os ajuda como pode. Seu pai é marceneiro, um modelo de honestidade e esforço em quem se espelha. Sonha em ser médico quando crescer, por ser a mesma profissão do Dr. Miguel, pai de Maria Joaquina, e por sempre querer ajudar os outros. Possui duas galinhas de estimação, chamadas Clarita e Doroteia, das quais ele gosta bastante. Ao fim, ele enriquece por seu pai ganhar na loteria e se torna vizinho de Maria Joaquina que pouco a pouco passa a tratá-lo como um amigo. Era interpretado por Pedro Javier Viveros em Carrusel.

#### Jaime Palillo
- Interpretado por: Nicholas Torres

Um garoto com o coração de ouro, mas sem muitos modos. Gordinho e bruto, Jaime costuma resolver seus conflitos com um empurrão aqui e um chute acolá. Quando é estúpido, não o faz por mal, uma vez que a criação que recebe em casa não lhe ensina maneiras mais civilizadas de resolver os problemas. Muito parecido com o pai no jeito e na aparência, entre outras coisas, puxou dele o machismo. Para Jaime nenhuma mulher presta, a não ser sua mãe e a professora Helena. Apesar de, em um certo momento, demonstrar uma paixão pela prima da Valéria, Melissa Ferreira. Limpeza e organização não são seus pontos fortes, vive levando bronca por andar desleixado. Não é capaz de machucar ninguém seriamente. Faz amizade com um mendigo que lhe ensina a tocar gaita, motivo de orgulho para seu pai e seus amigos. Para Jaime, escola é sinônimo de pesadelo, é repetente e sofre todo ano com a incerteza de saber se passará ou não para a série seguinte. É graças a paciência e a crença de Helena no potencial de Jaime que ele não desiste. Sempre que Jaime chega com o boletim com notas vermelhas ou com um bilhete da professora, Rafael perde a compostura e tem vontade de bater no filho, mas logo se compadece e faz tudo que pode para ajudá-lo. Tem um irmão mais velho, adolescente, que se veste de maneira alternativa e usa penteados “moderninhos”. Jaime adora provocá-lo. Sonha em se tornar jogador de futebol e é torcedor do time Corinthians. Mas tem um plano B, se tornar mecânico de carros, como seu pai. Era interpretado por Jorge Granillo em Carrusel.

#### Valéria Ferreira
- Interpretada por: Maisa Silva

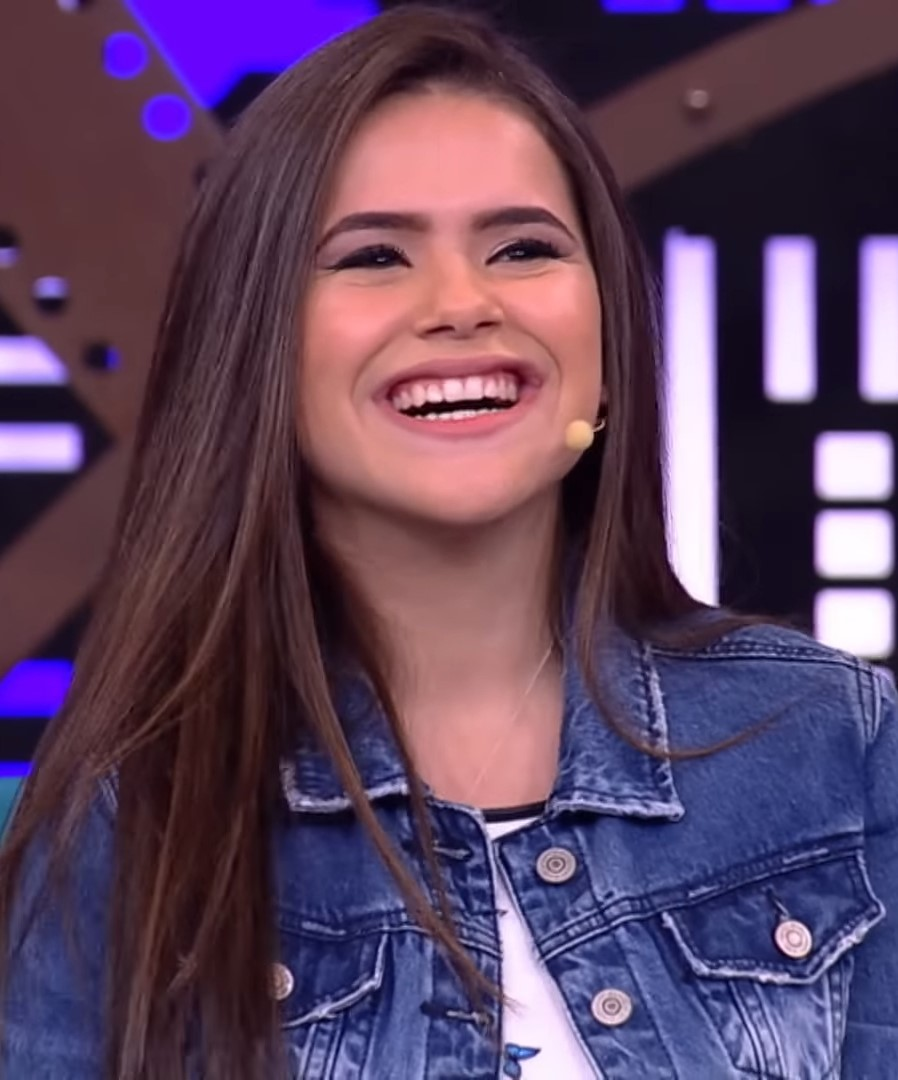
Maisa Silva interpretou a levada Valéria.

Menina sapeca, geralmente está metida em confusão ou bolando um plano mirabolante. Inteligente, é do tipo que tem resposta pronta para absolutamente tudo e uma piadinha sempre na ponta da língua. Muito simpática e falante, lidera o grupo com facilidade e se aproveita disso para ser mandona. Com o seu jeito todo descontraído e desembaraçado, Valéria tem o sonho de se tornar uma grande apresentadora de TV. Sua autoestima está lá em cima. Por causa de seu lado impulsivo, faz coisas das quais sempre se arrepende e tem de se desculpar no fim. Quando um simples pedido de desculpa não é suficiente e seus escorregões têm consequências graves, Valéria mostra o seu lado sensível. Está disposta a fazer o que for para ajudar sua família e seus amigos. O desempenho em sala de aula poderia ser melhor, não fossem suas gracinhas, atrevimento e a necessidade de chamar atenção. É muito esperta e tem raciocínio rápido. Gosta de trocar bilhetinhos com os colegas, principalmente Davi, seu namoradinho. Valéria é alvo de algumas pegadinhas dos colegas porque se assusta fácil. É super dramática, sofre “desmaios” constantes em situações de estresse. Seus pais conhecem todos os seus artifícios e sabem exatamente como lidar com ela, mas Valéria é filha única e, muitas vezes, vence os pais pelo cansaço, o que a torna mimada. Quando quer alguma coisa, é difícil encontrar alguém que a faça mudar de ideia. O espírito de união e fidelidade da filha vem de casa. Nas primeiras versões, costumava usar óculos, mas na versão brasileira essa característica não existe, pois quem usa óculos nessa versão é Carmen. Era interpretada por Christel Klitbo em Carrusel.

#### Davi Rabinovich
- Interpretado por: Guilherme Seta

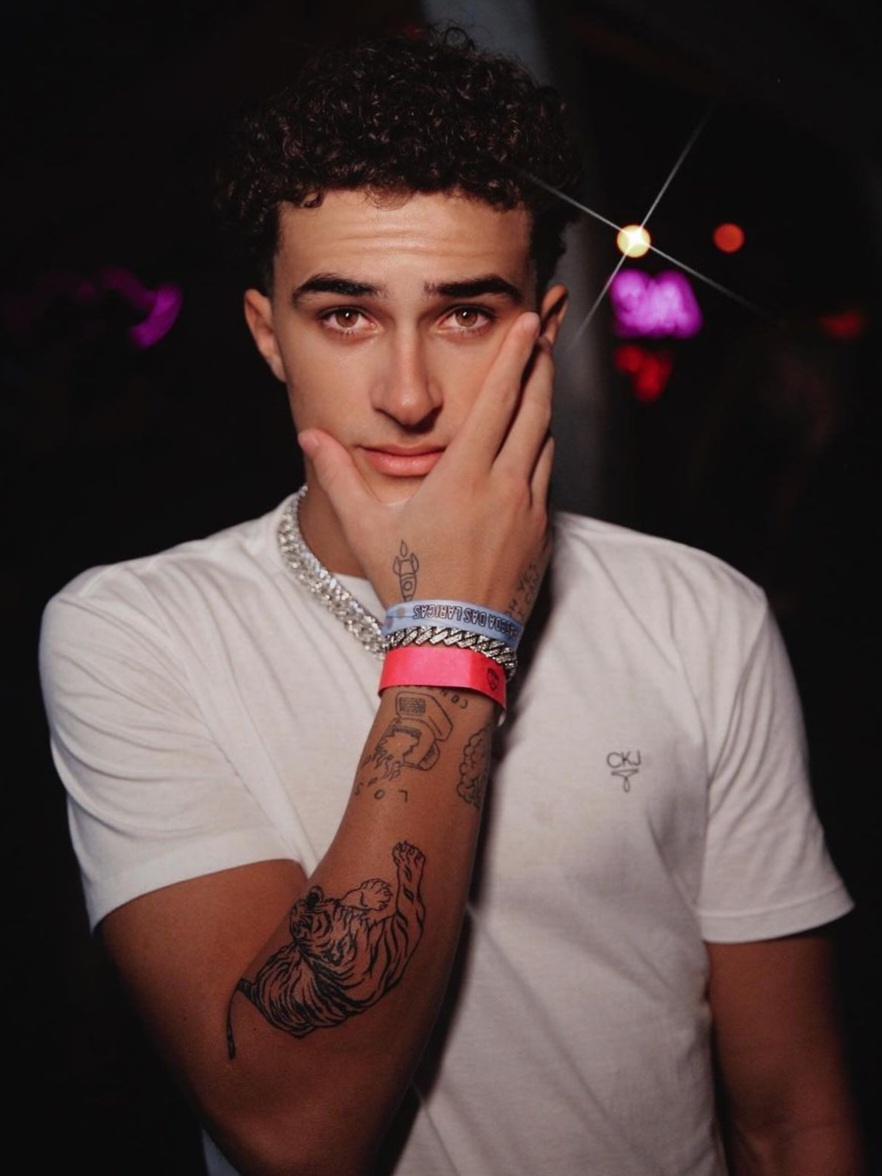
Guilherme Seta interpretou o doce judeu Davi.

Seus cabelos loiros cacheados e personalidade doce lhe dão um ar angelical. É judeu e muito sensível. Deixa-se levar por sua imaginação fértil e faz trapalhadas por pensar que coisas são o que na verdade não são. Dá o sangue para ajudar os necessitados. A sensibilidade e o fato de ser extremamente medroso fazem com que Davi seja visto como o chorão da classe. Não tem fibra para lidar com situações difíceis, conta muito com o apoio dos amigos. Simpatiza com a música e tem talento para tocar violino. A única coisa que o prejudica na escola, é seu romance com Valéria. Davi, mesmo sendo bom aluno, se mete em roubadas e toma para si a culpa do que não faz para encobrir a namoradinha. A vontade de ajudar os amigos é sempre maior do que o medo de se meter em enrascada. Seus pais seguem a tradição judaica, fato pelo qual Davi muito se orgulha. O garoto vive ansioso para o seu Bar Mitzvah e consequentemente, se tornar um homem diante da comunidade semita. Às vezes, usa o quipá, como seu pai. Tem grande apresso por todos da família, mas a relação com a avó é algo especial. Outra grande companheira dentro de sua casa é sua tartaruga, a qual batizou de Relâmpago. Sonha em crescer e se tornar arquiteto, mas Valéria prefere que ele seja engenheiro. Ele mora num apartamento com seus pais em Carrossel, mas na versão original não foi demonstrado isso. Era interpretado por Joseph Birch em Carrusel.

#### Paulo Guerra
- Interpretado por: Lucas Santos

Destemido, revoltado e sem limites, está sempre sacaneando um colega ou aprontando por aí. Advertências e suspensões não são eficazes para colocá-lo na linha. Paulo sempre dá um jeito de se safar e é temido pelos colegas, que preferem evitá-lo ou fazer o que ele manda para não criar problemas. Aproveita-se da personalidade influenciável de Kokimoto e Mário e os usa como seus capangas. Faz piadas depreciativas e maldosas sobre o físico dos colegas ou condições sociais desfavoráveis. Por diversas vezes, desconta a raiva de algo que lhe aflige, na irmã Marcelina, um ano mais nova que ele. Seus alvos prediletos são Laura e Cirilo (a quem ele chama de "Chocolate"). Apesar do péssimo comportamento, quando quer, se dá bem na escola. No fundo ele é um bom garoto, chegando em casos raros a se arrepender de suas maldades. Paulo é repetente por sua conduta reprovável e desinteresse pelos estudos, não por falta de capacidade. Helena exerce uma boa influência sobre Paulo, justamente porque não tenta dominá-lo com imposição ou ameaças, mas mostrando seus erros e ensinando-o o que é correto e não deixando de ser firme quando necessário. Sua revolta vem de casa, pois seus pais, já saturados e sem paciência para lidar com sua personalidade forte, o disciplinam na base do castigo, privação ou tapas. Seus pais não conseguem aceitar o fato de terem dois filhos tão diferentes. Era interpretado por Mauricio Armando, em Carrusel.

#### Marcelina Guerra
- Interpretada por: Ana Zimerman

É uma garota sensível e frágil como uma flor. Muito amorosa e sensível, defende os injustiçados sempre que sua coragem permite. Irmã mais nova de Paulo e como caçula e menina, é a mais protegida pelos pais Roberto e Lilian. Medrosa, evita o perigo a qualquer custo, por isso, raramente está metida em confusão e sempre faz de tudo para defender o seu irmão por gostar dele, mesmo ele sendo um péssimo aluno e sempre brigar com ela. É a mais baixinha da classe e seus amigos vivem fazendo piadinhas a respeito disso. O maior desafio de Marcelina na escola, além da Matemática, é conviver na mesma sala que o irmão com quem vive brigando. Seu sonho é se tornar mãe e construir uma família feliz. Era interpretada por Georgina García em Carrusel.

#### Laura Gianolli
- Interpretada por: Aysha Benelli

É uma garota gordinha, romântica, sentimental e inocente, deixando-se levar pelas emoções. Adora romances a ponto de suspirar sempre dizendo "Isso é tão romântico" ou "Isso é tão sentimental". Assim como o Jaime ela adora comer guloseimas. Mas apesar de ser comilona, Laura não quer saber de alimentos saudáveis, prefere as guloseimas pouco nutritivas e passa longe de saladas e legumes. Laura adora poemas, que escreve com muita graça e adorno. Ela menciona que quando crescer quer ser escritora de romances. Iludida, volta e meia acredita que algum de seus colegas está apaixonado por ela. Não tem o hábito de se meter em confusão, mas se isso for preciso para ajudar uma de suas amigas, não hesita. Seus pais são muito apaixonados e extremamente carinhosos. A garota é gordinha porque sua mãe a enche de comida com medo que a filha fique subnutrida e adoeça. Foi interpretada por Hilda Chávez em Carrusel.

#### Carmen Carrilho
- Interpretada por: Stefany Vaz

É educada e respeita a todos, destaca-se em maturidade. Sua meiguice e doçura são cativantes. Apesar de vir de uma família extremamente pobre, está sempre impecável, com o cabelo arrumado e uniforme em ordem. Tem facilidade com trabalhos manuais como bordado e costura, um passatempo que em momentos de necessidade, ela usa para ajudar em casa. Míope, usa óculos grandes de lentes grossas, mas não tem o menor problema com isso. A menina se deixa afetar facilmente pelos problemas de sua casa, mais do que uma criança na sua idade deveria. Estudiosa, se porta muito bem em sala de aula e cumpre seus deveres com excelência. Embora seja mais introvertida, tem um grupo de amigas na classe com o qual se dá muito bem. Sempre que pode, ajuda os colegas com a matéria e os estudos. Sonha em se tornar professora quando crescer. Envergonha-se do mau relacionamento entre os pais e evita o quanto pode esse assunto entre as amigas. Apazigua as situações com sensatez e ajuda quem precisa. Em casa, é a filha mais velha, seu irmãozinho tem apenas três anos. Enfrenta com sua mãe uma situação muito difícil: o abandono do pai. Vai fazer de tudo para ver a mãe e o pai felizes novamente, embora ela só tenha conseguido isso com a ajuda da professora Helena. Mais tarde, devido a pobreza da sua família, ela corre risco de deixar a escola para se mudar para outra cidade por ordens de emprego de seu pai, porém com a ajuda de Helena, a família consegue emprego com o Sr. Morales. Nas outras versões da novela, não usava óculos, pois quem usava era Valéria. Era interpretada por Flor Eduarda Gurrola em Carrusel.

#### Mário Ayala
- Interpretado por: Gustavo Daneluz

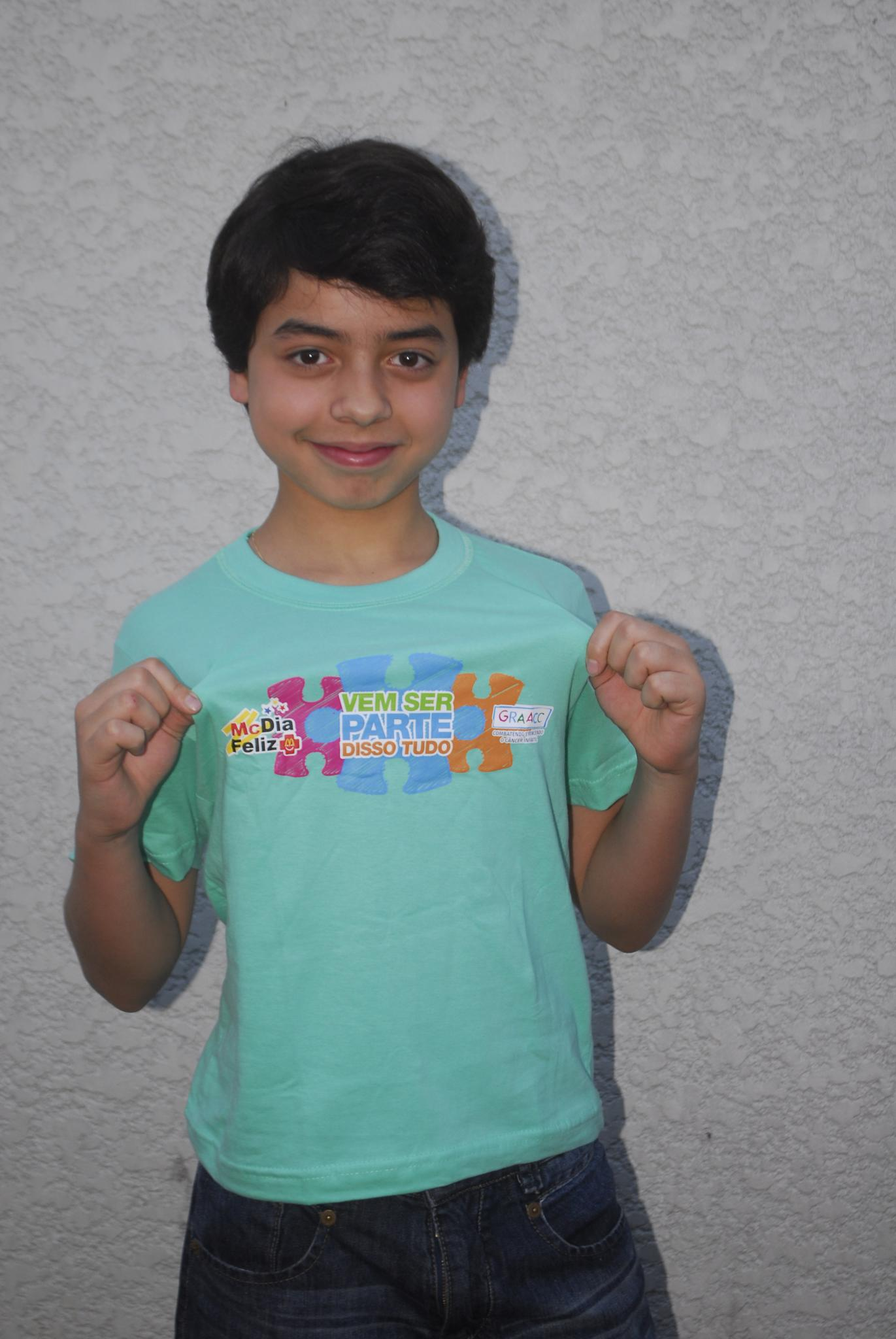
Gustavo Daneluz interpretou o amoroso Mário.

Não desperdiça uma chance de destilar o ódio que lhe perturba. Mário perdeu a mãe e, desde então, não acredita mais em Deus. Mora com o pai Germano, a madrasta Natália, com quem nunca se deu bem e vive em conflitos, e a meia-irmã Diana. Como defesa, maltrata as pessoas e se mantém distante, com medo de se magoar. Não perdeu o carinho pelos animais, adora os bichos e com eles tem contato próximo. Após encontrar um cachorro com a pata quebrada, o adota para si. Rabito, batizado por Mario, se torna seu melhor amigo e futuramente o mascote da Patrulha Salvadora. Foi expulso de várias escolas e quando entrou na Escola Mundial seu comportamento ainda foi cruel, desafiando a Professora Helena, levando-a ao choro. Mário junto com Paulo costumava se aproveitar da ingenuidade de Cirilo fazendo travessuras. Com o passar do tempo, o amor que recebe de Helena e seus colegas de classe amolecem o coração de Mário, que se torna mais comportado e amigo de todos. Deixado de lado em casa, nunca ganha presentes ou tem seu aniversário comemorado. Não sabe conviver em família e muito menos conhece o verdadeiro significado dessa palavra. Nas brigas com a madrasta Natália, sempre leva a culpa e é ameaçado de ser colocado em um internato. Daí vem a revolta de Mario. Era interpretado por Gabriel Castañon em Carrusel.

#### Jorge Cavalieri
- Interpretado por: Leo Belmonte

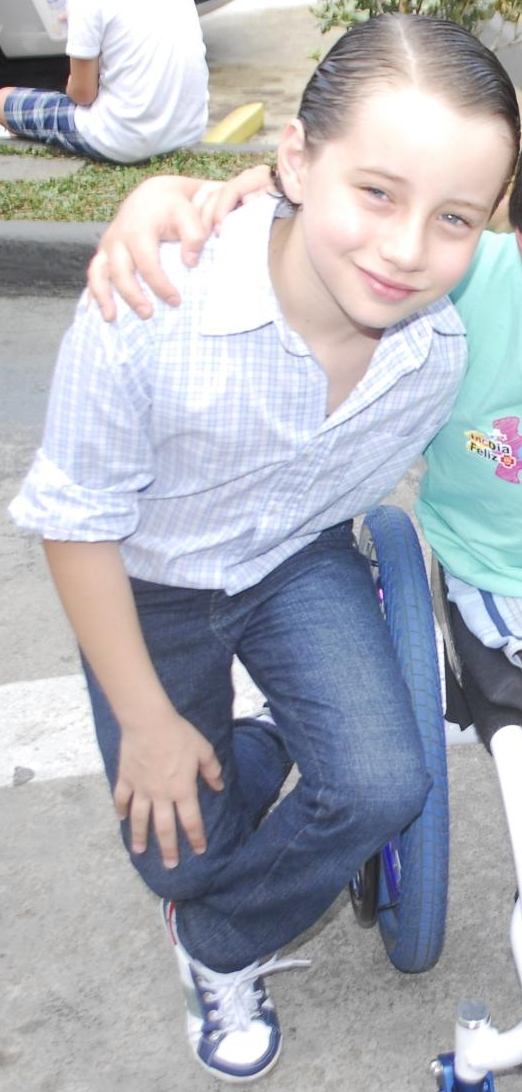
Leo Belmonte interpretou o arrogante Jorge Cavalieri.

É o menino mais rico da sala e vizinho de Maria Joaquina. Prepotente e orgulhoso, possui inteligência acima dos padrões de sua idade e é muito ardiloso. Exteriormente bonito, arranca suspiros das garotas por onde passa. Interiormente, não tem muitas virtudes, esse é o motivo pelo qual seu pai o obriga a entrar na Escola Mundial. Educação e etiqueta impecável, mas não sabe o que é o amor ao próximo e os bons sentimentos. Egoísta, Jorge é uma criança malvada. Não se mistura com os colegas porque não pertence a mesma classe que eles. Arranca sorrisos e piscadelas de Maria Joaquina, sua única amiga na escola. Tem prazer em humilhar e despertar o ciúme de Cirilo. Porta-se como adulto e vê os garotos de sua sala como bobos. De família nobre e tradicional. Ele é mimado por sua mãe que sempre o defende e coopera para que o menino viva somente no mundo da riqueza, fato que sempre irritou o seu pai. Em casa, faz aulas de piano, inglês, entre outras que complementam seus estudos. Era interpreto por Rafael Omar em Carrusel.

#### Kokimoto Mishima
- Interpretado por: Matheus Ueta

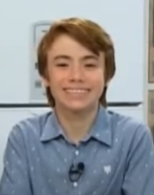
Matheus Ueta interpretou o japonês Kokimoto.

Um japonês espevitado e baixinho. Sua marca registrada é uma faixa amarrada na cabeça, a tradicional Hachimaki. Do tipo “invocadinho”, não perde a oportunidade de sacanear alguém. Kokimoto não precisa se esforçar para ir bem na escola. Tem raciocínio rápido e tira de letra os problemas matemáticos. Dificilmente é descoberto pela professora Helena em suas traquinagens. Facilmente influenciável, é usado de capanga por Paulo Guerra, que o instiga a fazer parte de seus planos mirabolantes, como colocar um sapo vivo no piano de professora Matilde. Não é capaz de cometer atrocidades e isso compromete sua sociedade com Paulo. Seus pais são japoneses conservadores. O que mais interessa Kokimoto a respeito de suas raízes, são os samurais, vive perguntando para o pai sobre os guerreiros. Sonha em ser samurai quando crescer. Era interpretado por Yoshiki Takiguchi em Carrusel.

#### Daniel Zapata
- Interpretado por: Thomaz Costa

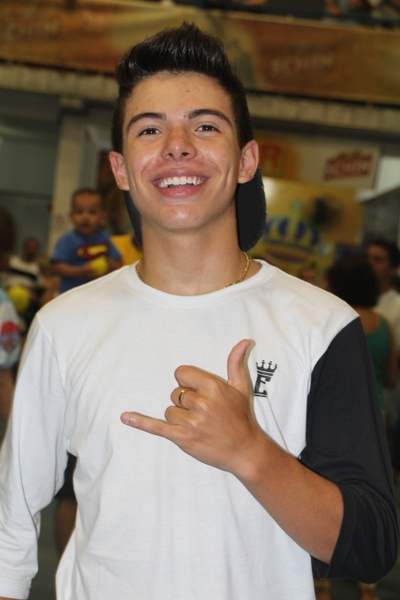
Thomaz Costa interpretou o estudioso Daniel.

É um aluno exemplar. Incorruptível, não se deixa levar pelas más influências. O líder intelectual da turma, politicamente correto, induz os colegas a fazerem o que é apropriado. Íntegro, jamais compactua com injustiças ou circunstâncias que possam lesar alguém. Não consegue ver um amigo sofrendo, nem em apuros. Não poderia ser outro, se não Daniel, o fundador da “Patrulha Salvadora”. Composta por seus colegas de classe, é uma organização que tem, como missão, ajudar os que enfrentam dificuldades. Tem interesse por música e faz aulas de bateria. Talentoso e estudioso, seu boletim é repleto de notas dez. Em classe, sempre soma e enriquece as aulas com seus conhecimentos. Só se mete em confusões quando são para o bem de seus colegas ou quando julga ser algo justo pelo qual deve lutar. Quando presencia uma situação e sabe que a professora pode ajudar, leva para Helena o ocorrido, para que não haja injustiças. Maria Joaquina se apaixona por ele, mas ele é admirado por quase todas as garotas da classe. Recebe dos pais segurança, atenção e direção. Pretende se tornar advogado ou embaixador quando crescer. Era interpretado por Abraham Pons em Carrusel.

#### Alícia Gusman
- Interpretada por: Fernanda Concon

Espoleta e moleca, gosta de esportes radicais e brincadeiras de menino. Vai para todos os lugares, até mesmo para a escola, de skate. Veste-se de forma descontraída e sem muitas combinações, sendo sempre vista usando uma boina azul. Diferente do resto das meninas, não é de muitas frescuras, pega em insetos, bichos e coisas gosmentas sem nojo. Apesar de tudo, não deixa de ser feminina. Inteligente, mas pouco estudiosa ou cuidadosa, uma aluna mediana. Quieta e bastante observadora, só fala o necessário na hora certa. Alícia não tem certeza do que quer ser quando crescer, mas também não pensa muito nisso. Seu único interesse agora é aproveitar o tempo que tem para brincar e se divertir. Era interpretada por Silvia Guzmán em Carrusel.

#### Bibi Smith
- Interpretada por: Victória Diniz

A estrangeira simpática. Tem um leve sotaque da língua norte americana e vive usando palavras em inglês para se expressar. Faz a política da boa vizinhança, mas não é muito fã de contato físico ou muita proximidade. Seus costumes não negam suas raízes, adora fast food e tecnologia. É materialista e gosta de luxo, já sonha em ganhar joias. É ótima aluna, mesmo que enfrente alguns problemas de ortografia por ter sido alfabetizada em inglês, tira as matérias de letra. É a mais próxima e melhor amiga de Maria Joaquina. Sempre tranquila, não costuma se meter nas confusões. Bibi é apaixonada por cinema e pelos astros de Hollywood. Seu maior sonho é se tornar uma atriz famosa quando crescer. Era interpretada por Karen Nisembaum em Carrusel.

#### Adriano Ramos
- Interpretado por: Konstantino Atan

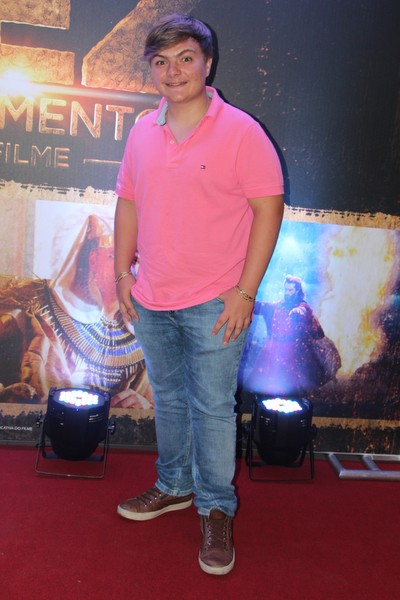
Konstantino Atan interpretou o sonhador Adriano.

É sonhador, criativo e apesar de disperso, não deixa de ser inteligente. Adriano imagina que os brinquedos e alguns objetos de seu quarto ganham vida, entre eles, sua meia chamada Chulé. Quando todo mundo menos espera, tem um insight genial. Não é estudioso, mas tira notas boas, o que é um mistério para os colegas, já que Adriano vive caindo no sono durante as aulas. É fã de livros e histórias em quadrinhos e é viciado em videogame. Bondoso e cooperador, volta e meia se mete em trapalhadas, sem querer. É introvertido e de poucas palavras. Prefere sentar no fundo da classe e sempre leva bronca da professora por estar dormindo ou desenhando durante a aula. Seus colegas mais próximos são Davi (os dois se identificam no quesito imaginação) e Jaime Palillo (quem o defende sempre, mas também o usa como saco de pancada). Era interpretado por Manuel Fernández em Carrusel.

#### Margarida Garcia
- Interpretada por: Esther Marcos

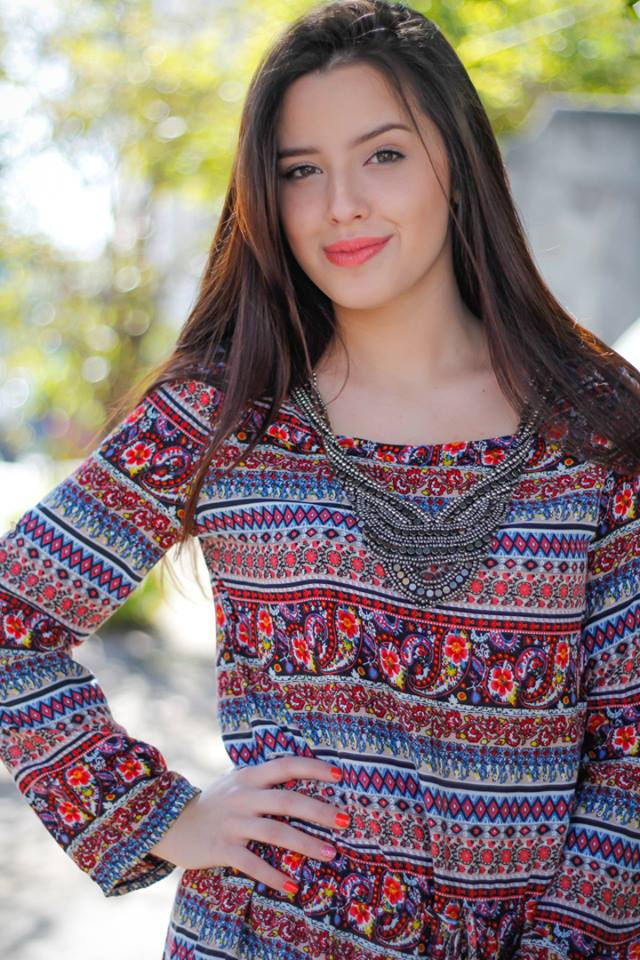
Esther Marcos interpretou a novata Margarida.

É uma menina que morava no interior e que veio viver na cidade grande, com sua mãe. Margarida era aluna da Escola Mundial do interior. Como característica própria, ela usa jaqueta e botas de cowboy. Na sua chegada, acaba se desentendendo com Valéria deixando-a enciumada por sua amizade com Davi, mas depois elas se tornaram grandes amigas. Com o passar do tempo, ela se apaixona por Daniel, porém o mesmo não aceita suas investidas.

## Outros funcionários da Escola Mundial

#### Olívia Veider
- Interpretada por: Noemi Gerbelli

É a diretora da Escola Mundial. Comanda sua escola com seu método tradicional e engessado de lidar com as situações, que não combina com crianças imprevisíveis que estão em transformação a todo o momento. Faz questão de se impor como autoridade e mostrar seu poder. Segundo ela, as professoras devem ser firmes com os alunos, manter distância, impor respeito, preservar a ordem a qualquer custo, tendo diversos conflitos com Helena por causa disso. Dificilmente admite estar errada para não transmitir fraqueza, mas isso tem o efeito contrário. Usa óculos de grau extravagantes e tem mania de arrumá-los, principalmente quando está nervosa. Está sempre vestida de tailleur e o cabelo preso em um coque impecável. Age com a razão e não com o coração. Tem certa dificuldade de lidar com seu lado feminino ao tentar despertá-lo. Entretanto, como qualquer ser humano, Olívia tem seus momentos de sensibilidade, o que lhe permite aprender algumas lições com seus alunos e professores. Apesar de ser solteira, a vida de Olívia não se resume a Escola Mundial, pois possui uma preocupação e sofrimento que as crianças descobrem depois de muito tempo: dedica-se a sua mãe Amélia, que tem mal de Alzheimer. Era interpretada por Beatriz Moreno em Carrusel.

#### Firmino Gonçalves
- Interpretado por: Fernando Benini

Nascido e criado em Portugal, veio para o Brasil já mais velho, atrás de melhores oportunidades de trabalho. Firmino acaba deixando a esposa Pilar em sua terra natal, mas antes que tenha condições financeiras de trazê-la para perto de si, ela acaba falecendo. Um acontecimento pelo qual tenta, mas nunca conseguiu se perdoar verdadeiramente. Esse fator acelerou o envelhecimento de seu físico e espírito. Sem ter mais por quem melhorar de vida, Firmino se acomoda com o emprego de porteiro que consegue na Escola Mundial. As crianças se tornam os filhos que nunca teve e os funcionários sua família. Gosta da solidão, algo que as crianças tentam impedi-lo de viver. Apegadas a Firmino, as crianças não o deixam sozinho nos momentos difíceis e mobilizam até seus pais para ajudá-lo. Ele é quem melhor sabe lidar com Olívia. Chama carinhosamente os alunos de “santos diabinhos”. E sendo muito amigo deles, é capaz de encobertá-los se por uma boa causa. Era interpretado por Armando Calvo e Augusto Benedico em Carrusel.

#### Graça
- Interpretada por: Márcia de Oliveira

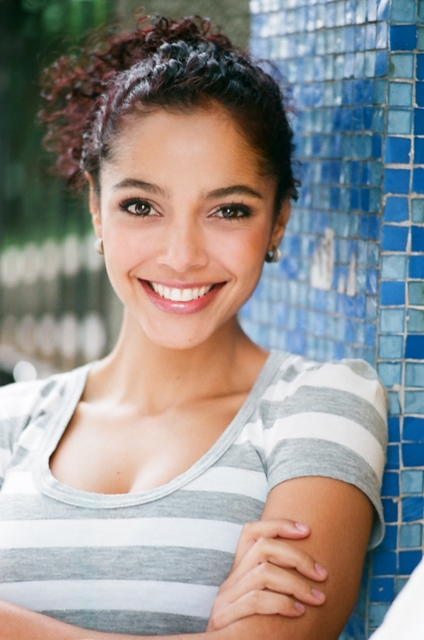
Márcia de Oliveira interpretou a cômica Graça.

Graça é uma mulher solteira e nordestina. É ela a encarregada da limpeza da escola. Destrambelhada, confusa e escrachada. Fala o que pensa, não tem papas na língua e só se arrepende quando a besteira já está feita. Adora cantar alto enquanto faz seus serviços, o que perturba os alunos em sala de aula. É preguiçosa e procrastina até quando pode. Volta e meia, ela precisa de um empurrãozinho para cumprir suas tarefas corretamente. É muito amiga de Firmino. Os dois juntos seguram os rojões da explosiva diretora Olívia. Ele vive quebrando galhos para ela e vice-versa. Cria amizade com os alunos do colégio que a acham muito engraçada. Por ser ingênua, Graça acaba se tornando alvo de algumas pegadinhas por parte das crianças, mas sempre as leva com espírito esportivo.

#### Marcos Morales
- Interpretado por: Déo Garcez

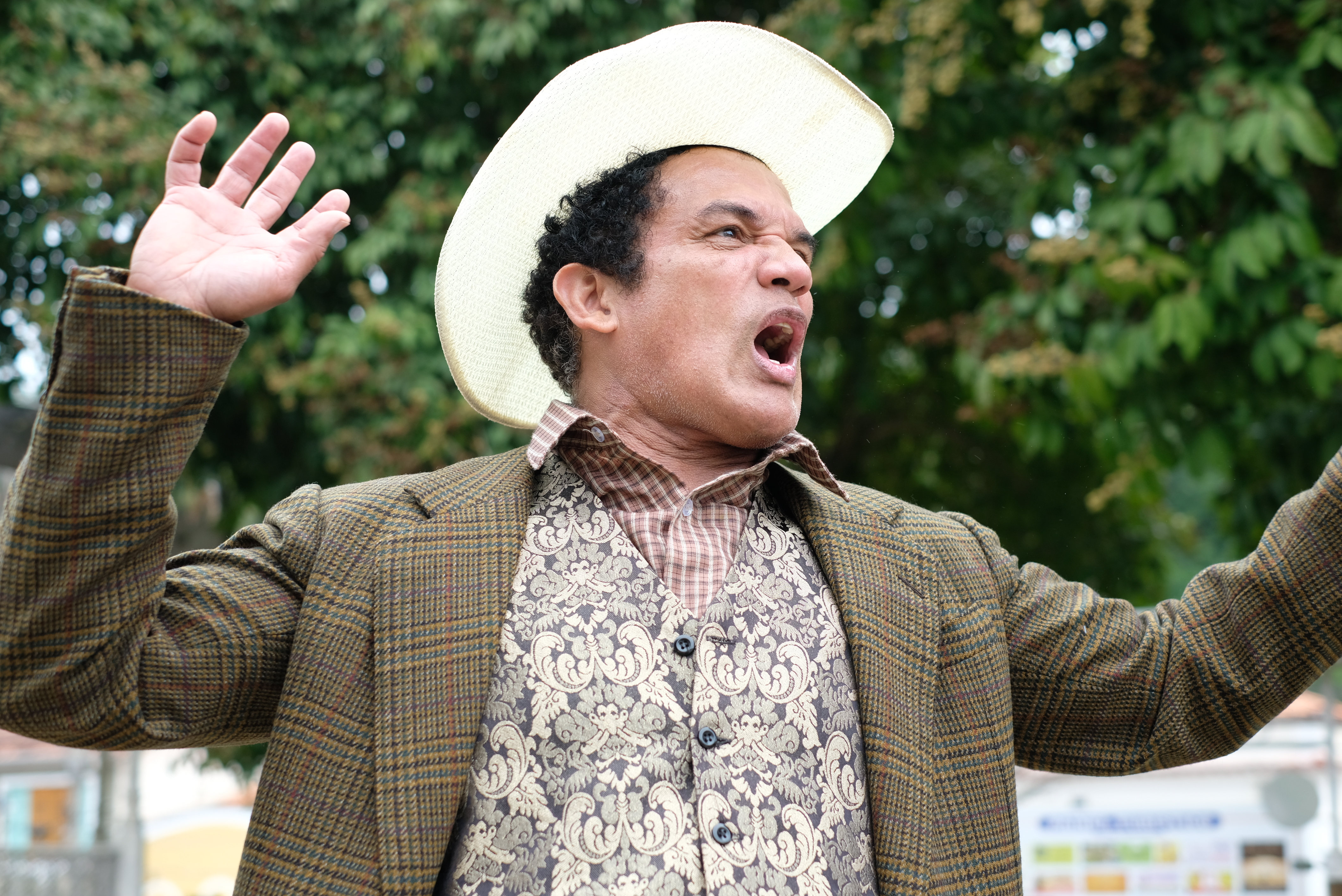
Déo Garcez interpretou o benfeitor Morales.

Rico e bondoso empresário, patrono da Escola Mundial e amigo de Dr. Miguel. De origem muito pobre, prosperou e enriqueceu. Inteligente, talentoso para os negócios e com a sorte ao seu favor, construiu um império. Perdeu a mulher e o filho em um acidente de carro. Sofreu, mas não se amargurou, seguiu sua vida com a missão de fazer o bem ao próximo. Em determinado momento, ofereceu um emprego de secretária a Helena, que recusou. Era interpretado por Manuel Guizaré em Carrusel.

## Família dos alunos

#### José Rivera
- Interpretado por: Marcelo Batista

Pai de Cirilo. Homem trabalhador, de caráter sólido e constante. Tem orgulho de ser negro e da família que construiu com a mulher. É cristão, conduz sua vida pelos princípios bíblicos. Dono de uma integridade invejável. Apesar de não ser rico, procura ajudar da maneira que pode, com serviços, palavras de incentivo e orações. José é humilde e manso de coração, um homem bondoso que se preocupa com o próximo. Procura ser justo no agir. Não é muito estudado, mas aprendeu lições valiosas com a vida. É proprietário de uma marcenaria, que não lhe dá grandes rendimentos, mas é dela que vem o sustento da casa. José madruga todos os dias e trabalha diligentemente. Um exemplo de marido e pai. Atencioso e carinhoso, José é presente em todas as áreas da vida do filho. Não só ensina Cirilo os bons valores, mas coloca-os em prática e dá bom exemplo ao filho. Em determinado momento, ganha 2 milhões na loteria e compra um mini carro para o filho e uma casa maior em outro bairro para a família morarem. Era interpretado por Johnny Laboriel em Carrusel.

#### Paula Rivera
- Interpretada por: Adriana Alves

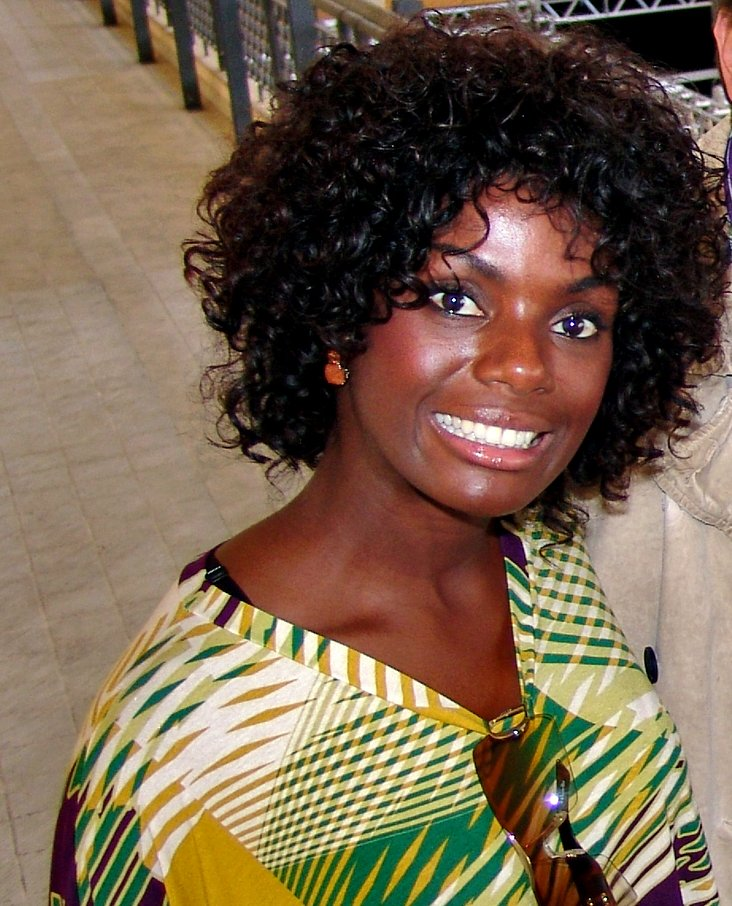
Adriana Alves interpretou a mãe de Cirilo.

Mãe de Cirilo. Conciliadora, calma, sóbria e singela, mas guerreira quando se trata de ir à frente de sua família. Cristã, Paula usa dos princípios bíblicos para nortear suas atitudes, assim como o marido. É muito meiga ao tratar com as pessoas. Tem orgulho de sua cor e raiz. Cuida de sua casa com dedicação e faz serviços de costura na própria casa. Mãe e mulher carinhosa, traz o equilíbrio a família. Submissa ao marido. Dá toda a atenção que Cirilo e José necessitam. Era interpretada por Verónica em Carrusel.

#### Miguel Medsen
- Interpretado por: Fábio di Martino

Pai de Maria Joaquina. Sua origem é humilde, teve uma infância pobre. Trabalhou, foi determinado e diligente para chegar onde chegou. Homem digno, correto e cheio de valores. Procura ser justo no pensar e no agir, respeita as diferenças entre pessoas. Por ter passado dificuldades durante a infância, ajuda os menos afortunados como pode. Clínico e cirurgião geral renomado e muito requisitado. Tem todo o mérito na obtenção de seu grande patrimônio atual. Tudo que possui foi conquistado com sucesso na sua profissão. Sabe da responsabilidade que tem como médico e ajuda os necessitados de tratamento que cruzam o seu caminho. Preocupa-se com o caráter e a educação da filha, se entristece ao ver as atitudes preconceituosas e elitistas da menina. Não tem paciência para os mimos de Maria Joaquina e da esposa.

#### Clara Medsen
- Interpretada por: Adriana del Claro

Mãe de Maria Joaquina. Vem de uma família tradicional, nunca passou necessidade. É acostumada com o conforto da riqueza e não abre mão deles.  A cabeça egoísta de Maria Joaquina surgiu principalmente por conta da avó, sua mãe. Não trabalha, mesmo assim, deixa todos os cuidados com Maria Joaquina e com a organização da casa para as empregadas. Em função de sua insegurança, encontra problemas na hora de impor a firmeza que Maria Joaquina necessita. É dominada pela filha e não reage. No começo, não é a favor da filha estudar na Escola Mundia, afinal estudou nas escolas de elite e pensa que a filha também merece o mesmo. Os valores humanos que tem, são de seu marido Miguel. Por isso, ao longo do tempo, Clara muda seus conceitos e passa a educar Maria Joaquina conduzindo-a ao respeito ao próximo e outros valores fundamentais.

#### Ricardo Ferreira
- Interpretado por: Marcelo Paganotti Cunha

Pai de Valéria. Homem descente e de caráter. Bom pai de família, Ricardo mantém um ótimo relacionamento com a esposa. Exige que Valéria respeite e obedeça a mãe. Tem um emprego que proporciona à sua família condições confortáveis de vida. É presente na vida familiar.

#### Rosa Ferreira
- Interpretada por: Gabi Monteiro

Mãe de Valéria. É carinhosa, zelosa e generosa. Acompanha de perto a vida acadêmica da filha. Consciente dos problemas de comportamento de Valéria trabalha para corrigi-los, mas de vez em quando, dá umas escorregadelas. Rosa tem coração mole e acaba cedendo à insistência e charme da filha, mimando-a. Uma boa esposa, muito unida ao seu marido. Era interpretada por Bárbara Córcega em Carrusel.

#### Rafael Palillo
- Interpretado por: Henrique Stroeter

Pai de Jaime. Homem humilde e trabalhador, é generoso e solícito, com o coração enorme. Age com o coração e não com a cabeça. Seu controle emocional é limitado. Por ignorância, foi criado com esse referencial e não sabe fazer melhor. Costuma ser um homem severo e bravo quando o seu filho vai mal na escola, mas é porque Rafael quer o bem para Jaime e apesar do seu temperamento, ele ama muito a familia. Quanto a esposa Eloísa, acha que sua função é cuidar da casa e da família. É machista, mas apaixonado pela mulher. Não tem papas na língua, é alegre, engraçado e de bem com a vida. É dono de uma mecânica que funciona na garagem de sua casa, que lhe proporciona o suficiente para suprir sua casa.  Não quer que Jaime seja sujo, sem educação, nem desleixado, mas também não dá o exemplo. Era interpretado por Arturo García Tenorio em Carrusel.

#### Eloísa Palillo
- Interpretada por: Ivanna Domenyco

Mãe de Jaime. Feliz, bem humorada e pacificadora. É contente com a sua aparência, apesar de ser cheinha. Humilde, tem coração disposto e gosta de ajudar. Uma exímia cozinheira que agrada a todos com seus quitutes. Para ajudar e ficar mais perto de seu filho Jaime, trabalha na cantina da Escola Mundial. Luta contra o vício do cigarro adquirido na juventude. Fora da cantina, sua ocupação principal é cuidar da casa e da família. Dedica-se de coração. Como Jaime adora comer, Eloísa, na ignorância, incentiva sua glutonaria. Dá ao filho mais do que necessário para se alimentar bem. É advogada dos filhos diante de Rafael e intervém quando o marido exagera na brutalidade. Era interpretada por Adriana Laffán em Carrusel.

#### Jonas Palillo
- Interpretado por: Renan Cuisse

Ausente nos assuntos familiares. Vive na casa dos amigos, por quem é mais influenciado. Está sempre na moda dos jovens. Uma de suas bandas preferidas é o Restart, por isso veste roupas coloridas, camisetas estampadas e cabelo liso jogado para o lado. Ama o irmão Jaime, com quem briga constantemente. Mais adiante, ele consegue seu primeiro emprego com o Sr. Morales para ajudar seus pais.

#### Frederico Carrilho
- Interpretado por: Daniel Satti

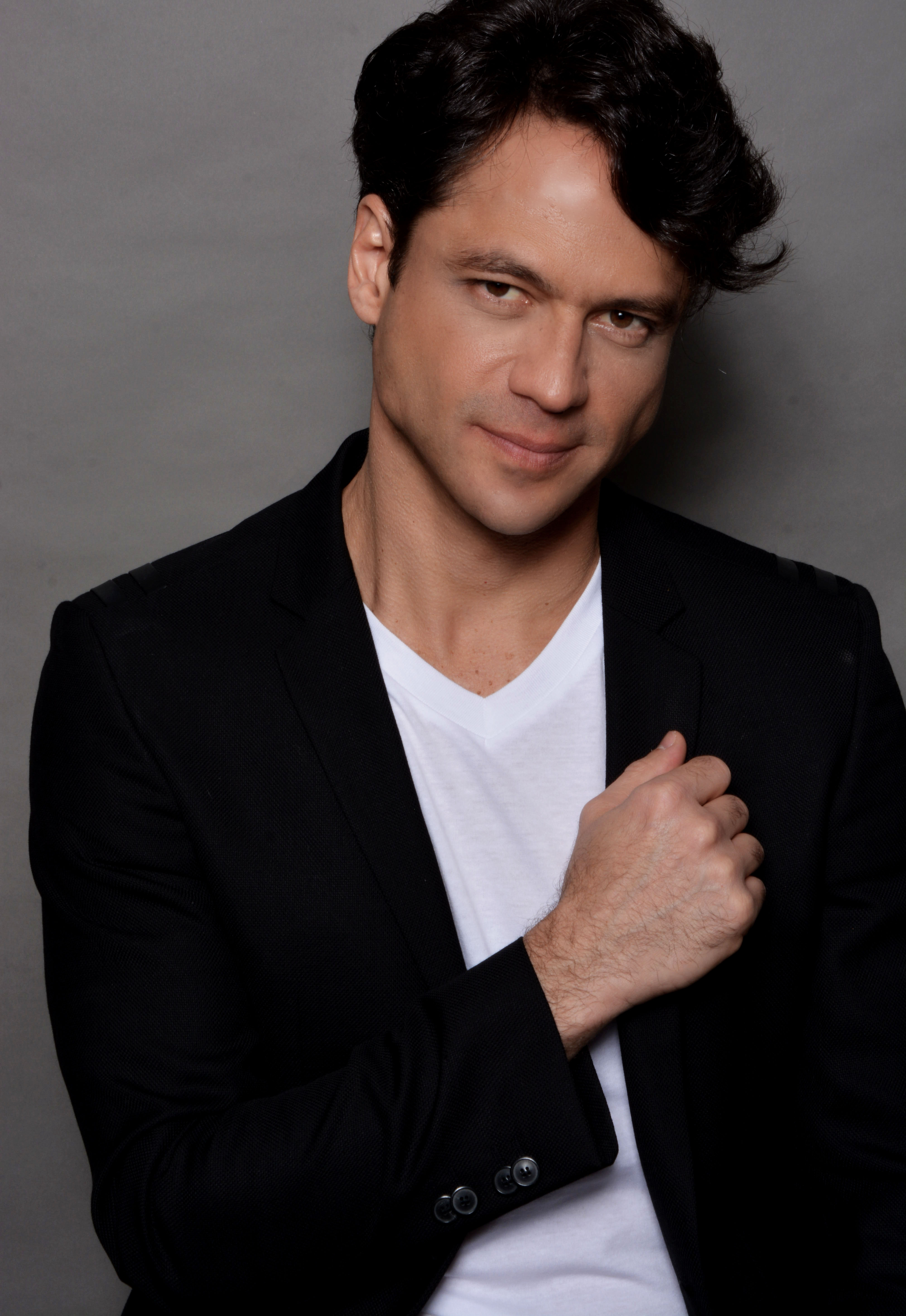
Daniel Satti interpretou o pai de Carmen.

Pai de Carmen. É um homem bom e decente, mas de pouca sorte. Inseguro das decisões que toma na vida, é instável. Tende a ser depressivo, não encara bem as adversidades e se deixa fracassar facilmente. É trabalhador, mas tem dificuldade de se estabilizar em um emprego. Sente-se envergonhado por não conseguir dar condições dignas à esposa e filhos. A desonra, o desemprego e a falta de sucesso o afastam de sua família. Frederico ama seus filhos e sofre ao saber que passam dificuldades por sua causa, então prefere fugir a encarar o desafio. Embarca em um relacionamento extraconjugal que o confunde mais ainda. Em determinado momento, através do Sr. Morales, Helena consegue um bom emprego para ele e sua esposa. Era interpretado por Odiseo Bichir em Carrusel.

#### Inês Carrilho
- Interpretada por: Rennata Airoldi

Mãe de Carmen. Mulher sofrida, seu físico expressa sua fraqueza e cansaço. Frágil emocionalmente, carente de afeto, introvertida e com baixa auto-estima. Trabalha como costureira em uma grande fábrica têxtil. Madruga todo o dia e enfrenta uma batalha diária para levar comida aos seus filhos. Suas atividades se restringem a trabalhar e cuidar da casa, não tem vida social. Apesar das dificuldades da vida, tenta ser uma mãe amorosa e presente para Carmen e Dudu. Tem sempre uma palavra de esperança e consola a filha. Sem forças para lutar pelo relacionamento com Frederico, acaba deixando-o partir. Solitária e abandonada pelo marido, não tem outra pessoa com quem desabafar senão a filha mais velha, Carmen. Era interpretada por Rebeca Manríquez em Carrusel.

#### Eduardo Carrilho (Dudu)
- Interpretado por: Kauan Falciano

Irmão mais novo de Carmen. Uma criança quieta e comportada.

#### Isaac Rabinovich
- Interpretado por: Bruno Perillo

Pai de Davi. É um homem trabalhador e bondoso de bom coração. Judeu tradicional está sempre com seu quipá, símbolo do temor a Deus. Segue os preceitos da religião semita, transmite-os a Davi nas conversas e atitudes que toma. Homem de posses, dono de uma companhia de mudanças. Financeiramente, Isaac também é cauteloso, e por isso já guarda dinheiro para o filho fazer faculdade no futuro. Era interpretado por David Ostrosky em Carrusel.

#### Rebeca Rabinovich
- Interpretada por: Patrícia Pichamone

Mãe de Davi. Estereótipo da mulher judia, usa saia e vestido, e se veste com bom gosto. Apesar de ser rica, não é dadivosa, pelo contrário, é mão fechada. Uma mãe que se dedica ao filho, amorosa e atenciosa. Rebeca não tem problema em confiar em Davi, já que sabe que é um menino tranquilo e bondoso. Também transmite ao filho a tradição judaica.

#### Sara Rabinovich
- Interpretada por: Lilian Blanc

Dona Sara é avó de Davi e mãe de Rebeca. Senhora judia, experiente e vivida. Amorosa, simpática e carinhosa. Perdeu o marido pelo qual sempre teve verdadeira paixão, depois disso, foi morar com sua filha. Apegada a Davi, tem com o neto um relacionamento especial. É o tipo de avó querida por todos. Tem alguns problemas de saúde, então adoece duas vezes deixando todos preocupados quanto a sua recuperação. Era interpretada por Pituka de Foronda em Carrusel.

#### Germano Ayala
- Interpretado por: Ithamar Lembo

Pai de Mario. Dá duro para sustentar a casa. Trabalha com transporte de alimentos. Não lhe resta muito tempo livre para dar atenção à família. Após o falecimento de sua primeira esposa, Tereza Ayala, mãe de Mário, casou-se com Natália, mas não encontrou a felicidade. Fica claro que só mantém o casamento por ter uma filha em comum com ela e por comodidade. Omisso, deixa-se dominar e manipular pela mulher encrenqueira e a defende diante de Mario, para evitar problemas. Ama o filho, mas não sabe lidar com a revolta que o dominou após a morte da mãe. Sua essência não é ruim, já suas escolhas são. Era interpretado por Manuel Salinas em Carrusel.

#### Natália Ayala
- Interpretada por: Nábia Vilela

Madrasta de Mario. Egoísta, amarga, ruim e desequilibrada. Detesta o enteado e não faz questão de agradá-lo, odiosa ao tratar com ele e seu cachorro. Chega ao ponto de esconder comida de Mário, com medo que falte para sua filha. Mente para manipular as situações, fazendo com que Mario sempre saia culpado durante as brigas. No fim, Natália é salva por Mário, o que a faz acender seu lado humano, pedir perdão e trata-lo com amor. Era interpretada por Beatriz Ornelas em Carrusel.

#### Diana Ayala
- Interpretada por: Júlia Karani

Meia irmã de Mario, filha de Germano e Natália. Uma menininha curiosa.

#### Alberto Cavalieri
- Interpretado por: Pedro Osório

Pai de Jorge. Homem abastado, de família nobre. Não tem problema em mostrar o poder e a fortuna que tem. É educado, culto e inteligente. Amigo de Miguel, pai de Maria Joaquina. Alberto é bem sucedido e respeitado em seus negócios. Como pai, mantém Jorge com rédeas curtas. Trata-o como adulto. Entende que criança é criança, mas acha que tudo tem limite. Impõe rotina severa para Jorge e faz questão de acompanhar o filho de perto. Não é sovina, deixa a família usufruir da riqueza. Alberto dá a Jorge tudo o que filho deseja materialmente, mas esquece do lado afetivo. Vai contra a vontade de Rosana e do próprio Jorge, matriculando-o na Escola Mundial, na tentativa de corrigir o caráter do filho. Era interpretado por Alejandro Tommasi em Carrusel.

#### Rosana Cavalieri
- Interpretada por: Sílvia Menabó

Mãe de Jorge. Bonita, vaidosa e fútil. Sempre defende e mima o filho. Bate de frente com o marido quando o mesmo decide colocar o filho na Escola Mundial. Elitista, gosta de ostentar a fortuna da família. Acha um absurdo o fato de seu filho estudar com crianças mais pobres. Era interpretada por Cecilia Gabriela em Carrusel.

#### Roberto Guerra
- Interpretado por: Fábio Dias

Pai de Paulo e Marcelina. Frio, severo, estúpido e pavio curto. Agride com palavras. Egoísta, dedica a maior parte de seu tempo ao trabalho, é um empresário ocupado. Ausente nos assuntos de casa. Impaciente, não tem disposição para lidar com o gênio difícil de Paulo. Exige muito dele e se frustra com o retorno insatisfatório que recebe, sem perceber que está pedindo mais que o filho pode dar. Não é sensível com as causas da rebeldia de Paulo. Seus esforços se concentram somente em punir o filho. Interage melhor com a filha mais nova, Marcelina. Afinal de contas, ela é uma garota tranquila que não exige o esforço do pai para ser disciplinada. No fim, Roberto percebe que seu filho é um garoto especial e que precisa de mais atenção.

#### Lilian Guerra
- Interpretada por: Gabriela Freitas

Mãe de Paulo e Marcelina. Carinhosa e preocupada com a formação dos filhos. Não se conforma com os problemas comportamentais de Paulo e com o quanto ele é diferente de Marcelina. Exausta, não consegue impor limites a ele. É facilmente enganada pelo filho. Quanto ao marido, não vai contra as punições que Roberto impõe a Paulo. É fraca e insegura.

#### Valentim Zapata
- Interpretado por: Paulo Gandolfi

Sr. Valentim é pai de Daniel. Justo e correto. É adepto da moral e dos bons costumes. Um homem magnânimo, não nega auxílio aos que precisam. Ocupa um cargo de liderança na empresa onde trabalha. Condição financeira estável e abastada. Gosta de dar exemplo de boa conduta dentro de casa. Pai presente, compreensivo e zeloso. Sabe do grande potencial de Daniel e por isso exige dele excelência. Trata o filho de igual para igual, não o infantiliza. Por ser sistemático, impõe rotina dentro de casa. Acredita que o filho deve ter horários específicos para dormir, comer, estudar e brincar.

## Outros personagens

#### Cristina Fernandes
- Interpretada por: Cris Bonna

Mãe da professora Helena. Mulher de caráter e muito correta. É certeira e objetiva no falar, mas sabe ser doce quando necessário. Resumindo, Cristina é Helena com mais vivência e maturidade. É viúva do pai de Helena e sempre foi dona de casa, embora trabalhe como voluntária numa creche nas horas vagas. Mora com a filha e é sustentada por ela. Mantém um ótimo relacionamento com Helena. Dá bons conselhos e todo o suporte que a filha precisa. Sempre atende as crianças com amor e carinho.

#### Joana
- Interpretada por: Clarissa Drebtchinsky

Uma moça jovem, de origem simples, beleza singela e caráter sólido. Foi contratada para trabalhar na casa dos Medsen como babá logo quando Maria Joaquina nasceu. A organização, limpeza e agilidade foram qualidades de Joana reconhecidas pelos patrões que a fizeram continuar trabalhando para eles, mesmo Maria Joaquina não precisando mais de uma babá. Sempre muito discreta, sabe o seu lugar e nunca ultrapassa os limites. Não obstante, quando discorda de alguma atitude inadequada de Maria Joaquina, deixa claro que é contra e a repreende de maneira comedida. Maria Joaquina costuma chamá-la de "Joann Marrie" (ou de "Fany" em Carrusel).

#### Jurandir de Souza
- Interpretado por: Carlinhos Aguiar

É o mecânico auxiliar de Rafael na oficina. Não tem muita experiência na área e por isso vive fazendo trapalhadas. Só conseguiu o emprego por ser amigo de Rafael, que por sua vez, necessitava urgentemente de ajuda e ficou com o primeiro interessado pela vaga. Desajeitado, toma alguns choques e banhos de óleo. Apesar disso, está sempre disposto a ajudar de forma bem humorada, o que segura o seu emprego. Sua paciência e ingenuidade são outras características que lhe aproximam de Jaime e Rafael. Rafael perde a paciência com o auxiliar, que muitas vezes confunde cores de cabos e carros.

#### Melissa Ferreira
- Interpretada por: Caroline Molinari

Prima de Valéria. É uma adolescente de 14 anos. Está passando alguns dias na casa da prima, pois seus pais estão viajando em um cruzeiro. Vaidosa e imatura sobre relacionamentos. Aconselha Laura a fazer dieta para arrumar um namorado. Quando Jaime vai a casa de Valéria, se apaixona por Melissa. Enquanto isso, Melissa aceita namorar Ricardinho, um rapaz de caráter infiel e aparentemente um pouco mais velho. Jaime fica decepcionado e entrega uma galinha de presente na expectativa de conquistá-la. Melissa fica comovida e agradece a Jaime. No fim, a adolescente termina com Ricardinho e decide que é muito nova para estar comprometida. Na versão original se chamava Aurélia. Era interpretada por Andrea Legarreta em Carrusel.

#### Ricardinho
- Interpretado por: Guilherme Mazzei

Ricardinho é um rapaz que começa a namorar com Melissa, após alguns encontros. Mostrado como um rapaz de caráter infiel, e um pouco mais velho, Ricardinho fica extremamente enciumado e irritado quando descobre que Jaime, que desenvolveu uma paixão por Melissa, deu presentes para ela, tentando a todo custo tirar satisfação com ele. Quando Jaime vai até a casa de Valéria para falar com Melissa, no momento que Ricardinho estava lá, Ricardinho aproveita o momento para provocar e humilhar Jaime, e então parte pra cima dele, que revida os ataques. Os dois então começam uma briga que termina quando Jaime, frustrado e desiludido, decide ir embora. No fim, Melissa termina com Ricardinho e decide que é muito nova para estar comprometida.  Na versão original se chamava Genaro. Ainda não se sabe o nome do ator que deu vida ao personagem na versão original.

#### Primas de Maria Joaquina
- Interpretada por: Triz Pariz (Beatriz Parizotto)

Primas de Maria Joaquina. São meninas arrogantes que acham que pobreza pega, quando aparecem, sempre desrespeitam alguém da Escola Mundial. Uma delas foi Interpretada por Triz Pariz.

#### Clementina Soares
- Interpretada por: Kiane Porfírio

É uma menina que dança balé e mora ao lado da Escola Mundial. Os pais de Clementina viajam bastante a trabalho e por isso ela fica sob os cuidados das duas tias avós: Ruth e Anita, que a deixam presa em casa. Os alunos conhecem Clementina e, então, assionam a Patrulha Salvadora para brincar com a menina. Os meninos ajudaram ela a escapar das tias, e finalmente reencontra seu pai, Oscar. No fim, Clementina vai com seu pai na escola para se despedir de todos do terceiro ano, afinal, irá viajar com o pai. Era interpretada por Érika Garza em Carrusel.

#### Tom
- Interpretado por: João Lucas Takaki

É filho da professora Glória, que é contratada pela Escola Mundial para dar aulas de inglês. Tom sofreu um acidente de carro, que resultou na morte do pai o tornou paraplégico, por isso usa cadeira de rodas. Tom vive recluso em casa e observa as pessoas pela janela, pois tem receio de sair e ser motivo de chacota para as outras crianças. Ele é descoberto pelos alunos do terceiro ano da Escola Mundial e é encorajado a sair de casa. O garoto ganha confiança e passa a estudar na Escola Mundial. Tom faz grandes amigos e descobre a alegria de brincar ao lado de outras crianças. Logo depois, viaja de vez para o interior com a mãe. Em Carrusel se tratava de uma menina, chamada Irene.

#### Abelardo Cruz
- Interpretado por: Henrique Filgueiras

É um menino que Paulo encontra após fugir de casa. Os pais de Abelardo são divorciados e sua mãe casou novamente. O menino mora com o pai, mas acha que ele não gosta dele então decide fugir de casa com Paulo após uma briga. Durante quase um dia, Abelardo e Paulo sonham serem piratas, então imaginam que estão em alto mar, mas no final, descobrem que a família é o mais importante. Ao fim do dia, Abelardo volta para casa, querendo aproveitar cada momento com seu pai. Era interpretado por Ramón Valdés Urtiz em Carrusel.

#### Nina
- Interpretada por: Bruna Carvalho

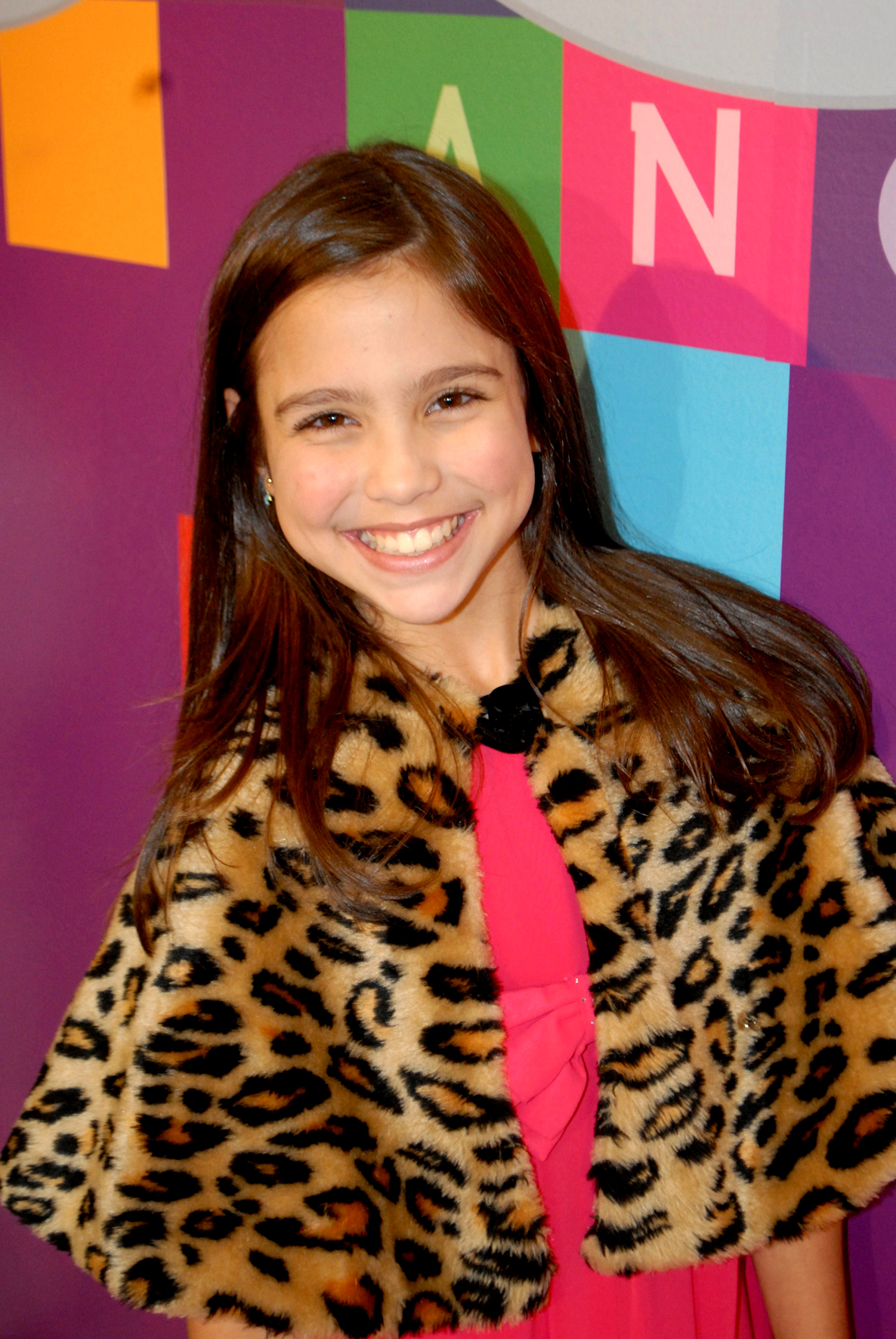
Bruna Carvalho interpretou Nina.

É uma menina rica, bondosa e deficiente física, por isso usa moletas. Nina mora com seu avô e é a verdadeira dona de Rabito, o cachorro encontrado por Mário, que na verdade se chamava Malhado. Quando Mário finalmente decide devolver o Rabito para a Nina, a garota reconhece que ele realmente conquistou o carinho do cachorro. Então, acaba deixando-o com Mário e se torna dona de uma cadela.

#### Lola
- Interpretada por: Mharessa

É uma menina judia do século XX. Na casa abandonada, Maria Joaquina, Laura, Valéria e Alícia encontram um diário velho em um tijolo e descobrem que pertence a uma garota de 8 anos, chamada Lola. Lola foi aluna da avó de Cristina, mãe de Helena. Morava com seus pais na atual casa abandonada. No diário, a garota conta sobre como seus pais eram rígidos e demonstravam preocupação com a proximidade da guerra. As meninas descobrem que a casa do Jaime era uma antiga sorveteria onde Lola frequentava. Certo dia, Lola escreveu que um soldado havia aparecido em sua casa com a notícia de que seu pai estava muito ferido e que logo seria enviado de volta. A mãe da professora Helena mostra à foto da garota as meninas. Cristina lembra que Lola tinha uma história muito triste, mas que não sabe o que aconteceu com ela e sua família. Ao guardar o álbum de fotos, Cristina deixa cair um papel e ao pegar percebe que é uma carta de Lola para sua avó. "Querida professora, faz algum tempo que não nos falamos, mas tenho boas notícias. Estou morando com a minha mãe no interior, as coisas por aqui são bem mais tranquilas e todo mundo conhece todo mundo. Então, todos se preocupam com todos", escreveu Lola.

#### Pedro Villas
- Interpretado por: Fábio Villa Verde

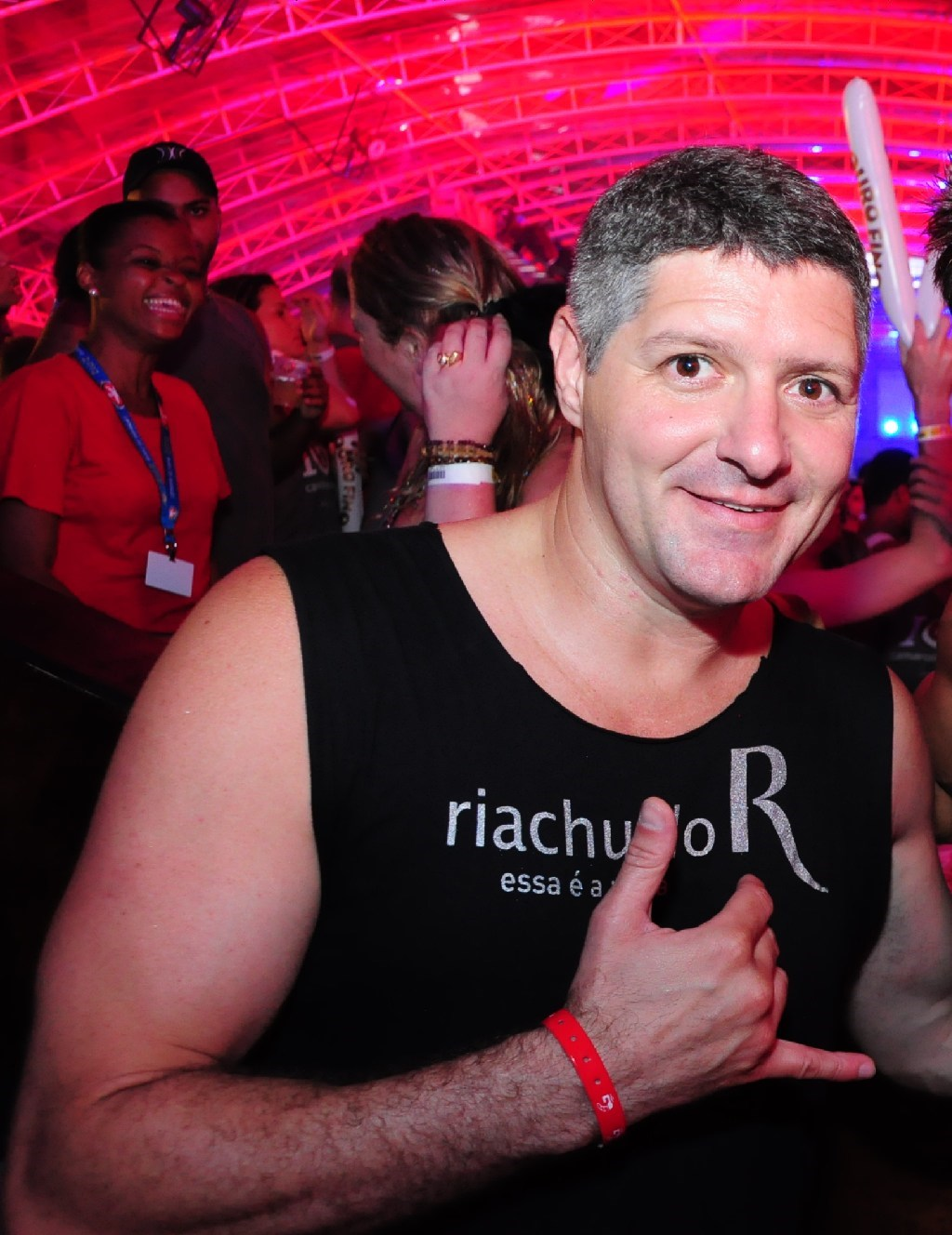
Fábio Villa Verde interpretou o técnico Pedro Villas.

É um ex-jogador de futebol famoso, que já jogou em vários times. Ganhou medalhas por jogar no Brasil e fora do país. Atualmente trabalha como técnico de futebol. Pedro acaba aceitando a proposta da Escola Mundial de treinar os alunos do 3º ano para o campeonato de futebol de escolas. Pedro Villas e o auxiliar Jurandir, levam os estudantes até o estádio. O técnico diz que esse dia aguarda muitas emoções e aponta para o vestiário, de onde surge o atacante Neymar. Pedro explica que Neymar é seu amigo e que neste dia será o preparador do time.

#### Lucas
- Interpretado por: Pedro Henrique

Kokimoto se machuca durante um jogo e ele aparece e pede para jogar. É um menino rico e que as crianças não imaginam que é amigo de Jorge e está a trabalho dele. Adriano chuta a bola numa casa ao lado e quebra o vidro da janela. O morador vai ao campinho tirar satisfação. Lucas assume a responsabilidade, liga para o pai e pede para que ele separe seu dinheiro da mesada para pagar o homem. Espantados, os meninos o convidam para conhecer a sede da Patrulha Salvadora. Na casa abandonada, os meninos revelam a Lucas que Laura, Paulo, Cirilo, Jaime e Mário usaram as chaves de Firmino para entrar na escola durante a noite e roubar o resultado das provas. Lucas conta tudo para Jorge, que revela para diretora Olívia. Os meninos se perguntam como Olívia conhece Lucas, mas no mesmo momento eles avistam Jorge deixando-o em casa e entendem o que aconteceu.

#### Erick e Atílio
- Interpretados por: Matheus Lustosa e Thiago Rosseti

São amigos de Jorge. Jorge sabotou o carro de Cirilo pagando aos dois. Alberto, pai de Jorge, leva-os à casa de Cirilo junto com o filho. Erick e Atílio pedem desculpa a Cirilo, mas Jorge se recusa. Em outro momento, Jorge recebe de seus pais o castigo de cumprir as tarefas domésticas no lugar do mordomo Jean. Erick e Atílio aparecem e começam a dar risada da cena deixando Jorge ainda mais irritado.

#### Ruth e Anita
- Interpretadas por: Norma Blum e Deivy Rose

São as duas tias avós de Clementina. Conservadoras ao extremo, não aceitam o novo. São superprotetoras e não gostam que a sobrinha frequente a escola. As tias de Clementina comentam que fizeram bem em tirá-la da escola, pois as escolas são perigosas, os alunos se comportam mal. Quando Ruth e Anita descobrem que Clementina fugiu de casa, acusam professora Helena de ter ajudado na fuga. No fim, o pai de Clementina a leva embora para sempre.

#### Bernadete
- Interpretada por: Cris Poli

É uma supervisora do Estado extremamente exigente que vai até a sala dos alunos do terceiro ano da Escola Mundial. A diretora tenta agradar a supervisora de toda forma, pois teme que ela perceba coisas erradas na escola, mas o resultado é desastroso. No pátio da escola, Bernadete pergunta de Helena aos alunos.

#### Marisa
- Interpretada por: Júlia Rodrigues

É filha do delegado, judia e amiga de Davi. Após reencontrar Davi, Marisa visita-o para saber se ele leu a carta que ela lhe enviou. A menina acha que o pai não dá atenção a ela, pois trabalha muito. Por isso, Marisa picha a parede da delegacia acompanhada de Davi, com a intenção de chamar atenção de seu pai. O menino inocente, pede para ela parar antes que a polícia apareça. É o que acontece e ela sai correndo. No fim, Marisa leva uma bronca do pai, que revela amar muito a filha.

#### Lobinho e Dedinho
- Interpretados por: Herbert Richers Jr. e Carlos Mariano

São dois bandidos que se escondem na casa abandonada, tentam fazer com que as crianças acreditem que são fantasmas para que ninguém se aproxima e sequestram Maria Joaquina. Lobinho é nervoso e impaciente, enquanto Dedinho se torna mais atrapalhado e um pouco compassivo. Os bandidos conseguem um carro para assaltar a casa de Maria Joaquina e propositalmente, um deles tromba em Joana e rouba a chave da casa da família Medsen. Ao entrar em casa, Maria Joaquina dá de cara com os bandidos. A patricinha os enfrenta e ameaça chamar a polícia. Lobinho e Dedinho saem da mansão às pressas, entram no carro e fogem. Maria Joaquina segue os bandidos de bicicleta. A menina está disposta a recuperar os objetos. A patricinha entra na casa abandonada e Lobinho e Dedinho amarram Maria Joaquina numa cadeira. No fim, são levados a prisão após as crianças acionarem a Patrulha Salvadora, os encontrarem e enfrentarem.

#### Karen Kárie
- Interpretada por: Raquel Barcha

É uma mulher proprietária de uma empresa de doces. Ela tem o cabelo pink e usa as roupas da mesma cor, aparentemente como estratégia para atrair as crianças. Após um acordo com a Diretora Olívia, a lanchonete da escola mundial passa a vender os doces "Karen Kárie". Os seus doces tem uma dose alta de açúcar, o que faz as crianças ficarem a mil, além de trazer problemas de saúde com o passar do tempo. É demitida após uma reunião de pais e mestres, contra a vontade de Olívia.

#### Chulé
- Interpretado por: manipulado por Nilton Marques

É uma meia que Adriano imagina ganhar vida, assim como alguns outros brinquedos e objetos de seu quarto, como o Sr. Cadeirudo. Na imaginação de Adriano, Chulé é seu grande amigo e sempre está conversando com ele, dando até mesmo conselhos. É medroso, tem medo do vilão Cartola Negra que mora no portal embaixo da cama de Adriano e de acabar sendo lavado e limpo, pois não gosta de água. Em alguns momentos, acabou sumindo, fazendo Adriano precisar enfrentar situações desafiadores, mas apenas em sua imaginação.